# Sachmet
| abA | x · t | H8 | I12 |

| abA | x · t | H8 | I12 |

| S42 | Aa1 · X1 | B1 |

| S42 | Aa1 · X1 | B1 |

Sachmet (původně snad Sechmet, v překladu „Mocná“, řecky Σαχμις – Sachmis) je staroegyptská bohyně zobrazovaná v podobě divoké lvice nebo ženy se lví hlavou spojená původně s panovníkem jako zosobnění jeho ochrany a božské moci. Mohla být také pokládána za jeho božskou matku: např. na reliéfech ze Sahureova a Niuserreova zádušního chrámu v Abúsíru z 5. dynastie je jednou z bohyň, které krále kojí. Od doby Střední říše je chápána jako destruktivní válečná bohyně, která ovšem také napomáhá k vítězství. Spolu s jinými bohyněmi je ztotožňována s Ureem. Od Střední říše byla úzce spojována s Hathorou jako krutý projev této vlídné bohyně, takže obě mohou být nahlíženy jako dvě podoby jednoho božství. Literárně je tato představa snad zachycena už v příběhu o pastýři a bohyni z doby Střední říše, explicitně je vyjádřena v novoříšské Knize o nebeské krávě. Vedle toho byla spojována také s Tefnutou a dočasně i s Bastetou, s nimiž sdílí podobu lvice.
Sachmet byla manželkou boha stvořitele Ptaha a matkou Nefertema, proto byla považována za významnou mennoferskou bohyni. Jejími zbraněmi byly žhavé pouštní větry a šípy, které střílela do srdcí nepřátel. Tímto způsobem se stala také Ureem chrlícím oheň (Raovým okem). Ve svém bezmezném hněvu rozšiřovala Sachmet také nemocemi a nákazami strach a hrůzu. Podařilo-li se její hněv ukonejšit, většinou obětí, která obsahovala pivo, proměnila se na Zázračnou s přízviskem Werethekau. V této své podobě používala svou moc k léčení a urychlovala také znovunastolení pořádku v říši. Staroegyptští lékaři pokládali Sachmet za svoji patronku.